# Cornelis Sweerts

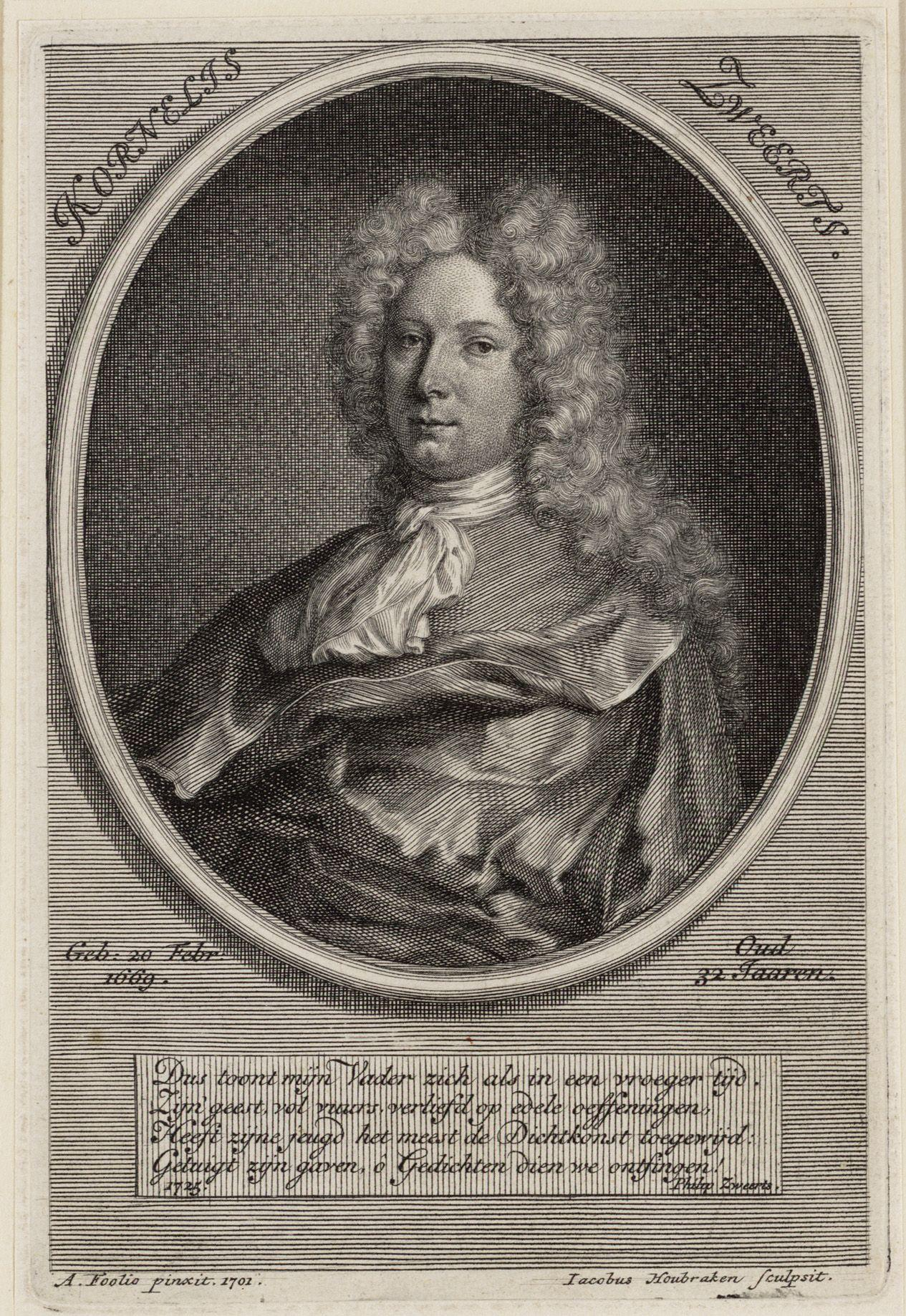
Portret van Sweerts op 32-jarige leeftijd (1701) met onderschrift van zijn zoon Philip Sweerts.

Cornelis Sweerts (Amsterdam, 20 februari 1669 – Maarssen, 23 maart 1749) was een dichter, liedtekstschrijver, toneelschrijver en boekhandelaar eind zeventiende, begin achttiende eeuw. Zijn naam wordt ook gespeld als Kornelis Sweerts of (met name vanaf 1705) Kornelis Zweerts.

## Levensloop
Cornelis Sweerts was de zoon van dichter en boekhandelaar Hieronymus Sweerts. In 1699 trouwde hij met Helena van Weerden (1669-1700). Hij hertrouwde in 1701 met Johanna Elisabeth de la Fontaine (1678-1762), met wie hij drie kinderen kreeg (onder wie notaris en dichter/treurspelschrijver Philip Zweerts (1704-1774)).
Cornelis Sweerts overleed op 23 maart 1749 te Maarssen. Op 29 maart werd hij in de Nieuwe Kerk van Amsterdam begraven.

## Schrijverschap
Cornelis Sweerts schreef een aantal toneelstukken en muziekstukken, gedichten en liedjes. Zijn Inleiding tot de zang- en speelkunst beschrijft het muziekleven in Amsterdam aan het einde van de 17de eeuw. Hij houdt hierin een pleidooi om te schrijven in de Nederlandse taal, en te componeren op Nederlandstalige teksten (in reactie op het Frans en Italiaans).
Hij wordt samen met Abraham Alewijn gerekend tot de twee belangrijkste liedschrijvers van zijn tijd. Zij gaven opgeteld een achttal liedboekjes uit, die vele malen werden herdrukt. Hun liedteksten werden op muziek gezet door met name de componisten David Petersen, Nicolaas Ferdinand le Grand, Hendrik Anders en Servaes de Koninck.

## Fragment van Cornelis Sweerts
Het grootste deel van die gy op een braaf muzijk
Zult noden, zijn gedient dat men de snaaren strijk'
En Fransche liedjes zinge, om dat na deze zangen
En trant van speelen, nu de menschen meest verlangen.
Gy voert de zinnen als de voeten door het Fransch,
Vol lichte en luchtige gedachten, licht ten dans:
Want in het dansmuzijk, dat wondren kan beloven,
En weinig geven, gaan de Fransen elk te boven.
Maar wie Corelli kent, en van Torelli weet,
(En wie zou deze, die alhier zijn besteed,
Niet kennen, die aan 't Y zich dagelyks laat hooren,
En door zyn vingerspel de domste trekt by de ooren)
Moet niet verrukt staan door 't Muzijk van hen gesteld.
Vitali, ouder dan die twee, houd ook het veld,
Als by de Franschen door Balletten komt te toonen
Dat zy om zulk Muzijk naar Vrankrijk niemant thronen
Van de Italjaanen, want zy in hun eigen land
Het spel, zo licht als zwaar, ook waken op een trant
Veel beter dan Lully, wiens deftige manieren,
Zelf zynde een Italjaan, naar 't Italjaansch ook zwieren,
En hoog to roemen zijn: maar 't Italjaansch in kunst
En vindingen, behoud der kenners liefde en gunst.
(...)
Het Neerduits werd dan niet naar zijn waardy bemint
Ze1f van ons zelfs. Wy zijn tot vreemdigheen gezint.
De Franschen zullen zelf ons leeren uit ooze oogen
Te zien, wanneer zy door het best muzijk bewoogen
Tot deftigheid, in 't einde een Italjaanse trant
Verkiezen zullen, staag verworpen in hun Land.
(...)
Want zult gy Italjaans steeds zingen, en een taal,
Die ons meer eigen is, verachten to eenemaal?
Is hier geen zoetheid in, of zijn het onze klanken
En woorden; hebben die de magt, om ons to wanken?
Heel stip heeft ANDERS daar in 't Neerduits op gelet,
Dat die naar Italjaanse en Franschen trant gezet
Kan werden: en het blijkt, dat by in beide taalen
Niet zo veel glorie als in 't Neerduits zou behalen:
Ook doen ons PETERZEN en SCHENK op 't klaarste zien,
Dat elk zijn eigen spraak meer eere hoort to bien:
Zoo zijn 'er van ROZIER en KONING braave stukken,
Die, opgezongen naar de kunst, elkeen verrukken.
(In: Zang- en Speelkunst, 1698)

## Uitgaven (selectie)
- Jacoba van Beijeren, erfgravin van Holland (treurspel), 1691
- De verliefde Rykaart (muzykstuk), z.j.
- Mengelzangen en zinnebeelden (liedboekje), 1694
- Tweede Deel der Mengelzangen (liedboekje), 1695
- Boertige en ernstige minnezangen (liedboekje), wrsch. 1696
- Verscheide Nieuwe Zangen (liedboekje), 1697
- Inleiding tot de zang- en speelkunst, 1698
- Appollo en Dafne (zangspel), 1697
- Tafereel der deugden en ondeugden, 1703
- Stichtelyke Gezangen (liedboekje), 1710
- De verliefde Grijn bedrogen (blyspel), 1722
- Leerzame Fabelen, 1704
- Dichtkundige zinnebeelden, in 150 prentverb., 1736
- De Verliefde Rykaart bedrogen (muziekspel), z.j.